# Los Trilocos
Los Trilocos era un conjunto de actores y humoristas españoles, compuesto en sus inicios por Fofito, Marcos Jesús Morales "Chifo" y José Manuel Guisado "Mané", que surgió de la mano del artista español Miliki en 1999. En 2000, Fofi desaparece del equipo y se incorpora en su lugar el conocido actor Juan Carlos Martín en el papel de Nico. Al trío de humoristas se unía Iñigo Aldekoa en el papel mudo de Metáfora.

## Historia
Fofi, Mané, Chifo y Metáfora son una brigada de experimentados chapuzas diseñada por Miliki para actuar en La 2 de Televisión Española con el nombre artístico de Los Trilocos en un espacio propio que se emitía a la 1 del mediodía y con el que TVE recuperó el espíritu del mítico conjunto Los payasos de la tele para una nueva generación de niños, la de los años 90. La nueva generación de payasos televisivos guardaba extraordinarias semejanzas con la primera, si bien Miliki y otros guionistas, como José Castillo, Nicolás Méndez, Ana Aranda Vasserot y muchos otros adaptaron las aventuras del trío cómico a los tiempos modernos. Aunque el creador del programa y director de tres o cuatro capítulos fue el propio Miliki, el resto de programas fue dirigido por Daniel Tubau, que también coescribió todos los guiones, en su función de director y productor ejecutivo o showrunner. Con Los Trilocos se recuperó la ficción en la programación infantil, un género que había desaparecido en la televisión. Pretendía también que volviesen a sonar canciones para el público menudo. El conocido payaso y artífice del proyecto, Miliki, denunciaba la inexistencia de un repertorio musical y televisivo para los niños, poniendo como prueba a sus propios nietos, que cantaban temas de Rosario o Alejandro Sanz, ante la inexistencia de una generación musical propia de la época. 
Cada capítulo explica las aventuras en clave de humor de los cuatro personajes protagonistas: Fofí (1999-2000), Mané, Chifo, Nico y Metáfora. En cuanto a la escenografía, destaca el nuevo decorado de las bromas en plató, que es tridimensional y en el que se halla la casa de Los Trilocos, el taller mecánico, un garaje y, además, una tienda de pasteles y mascotas (Fieras y Dulces) y la casa de la vecina. En estas bromas en plató participaban como público ciento cincuenta niños.

## Desarrollo
La serie Los Trilocos se compuso de 180 capítulos, producidos en colaboración con Globomedia, y que respondían al deseo de sensibilización con respecto de TVE hacia la programación infantil. Paco Freixenet, directivo de la cadena, resaltaba el riesgo que implicaba producir una telecomedia para niños. Tres secuencias dieron forma al espacio. La primera era una broma que hacían los payasos en el bullicioso estudio al que acudían 150 niños; la segunda, una aventura con ribetes de comedia de equívocos que interpretaban Fofi, Chifo y Mané. La última era una canción coreada junto al público del programa.
A menudo intervenía un cuarto componente, Íñigo Aldekoa, en el papel de Metáfora, un estrafalario personaje ataviado militarmente y con un raro casco, que hacía mímica, ya que en la ficción en que se desarrolla la serie este personaje es mudo.
Todos ellos han heredado la fórmula que en 1949 desarrollaron Gaby, Fofó y Miliki en la televisión de La Habana, Cuba. El programa dejó de emitirse en 2002 con la inesperada muerte de Mané.

## Reparto
- Marcos Jesús Morales es Chifo.
- José Manuel Guisado es Mané.
- Juan Carlos Martín es Nico.
- Alfonso Aragón Sac es Fofi.
- Íñigo Aldekoa es Metáfora.
- Sandro Frediani es El Profesor Malanga.
- Rita Irasema es La vecina.

## Proyecto discográfico
En 2000, y con el respaldo de la fiel audiencia conseguida en los mediodías de La 2, Los Trilocos se lanzan al mercado musical español con una serie de canciones que aparecían en el programa y que marcarían a una generación.